# KTM-5

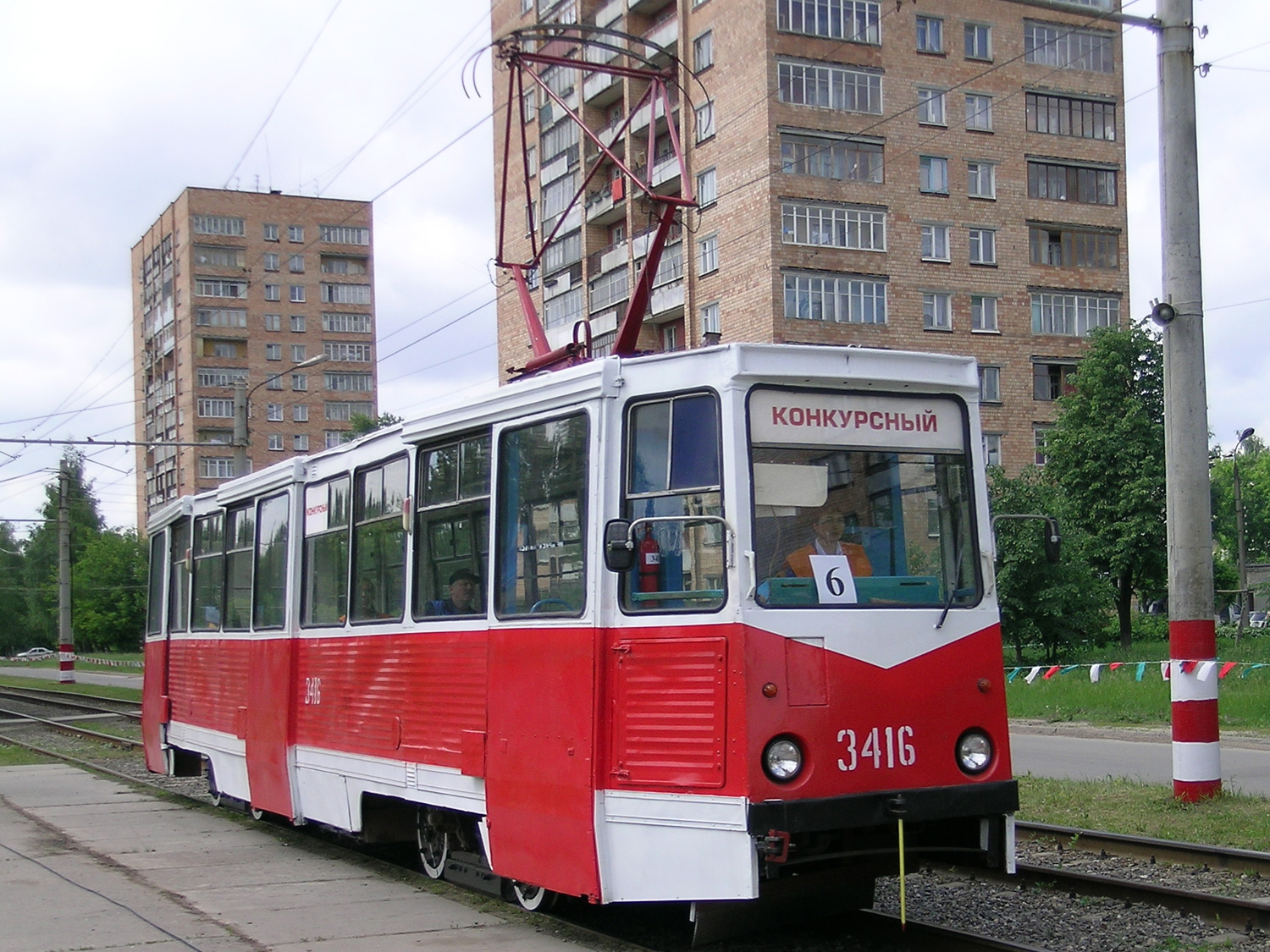
KTM-5 v Nižním Novgorodě

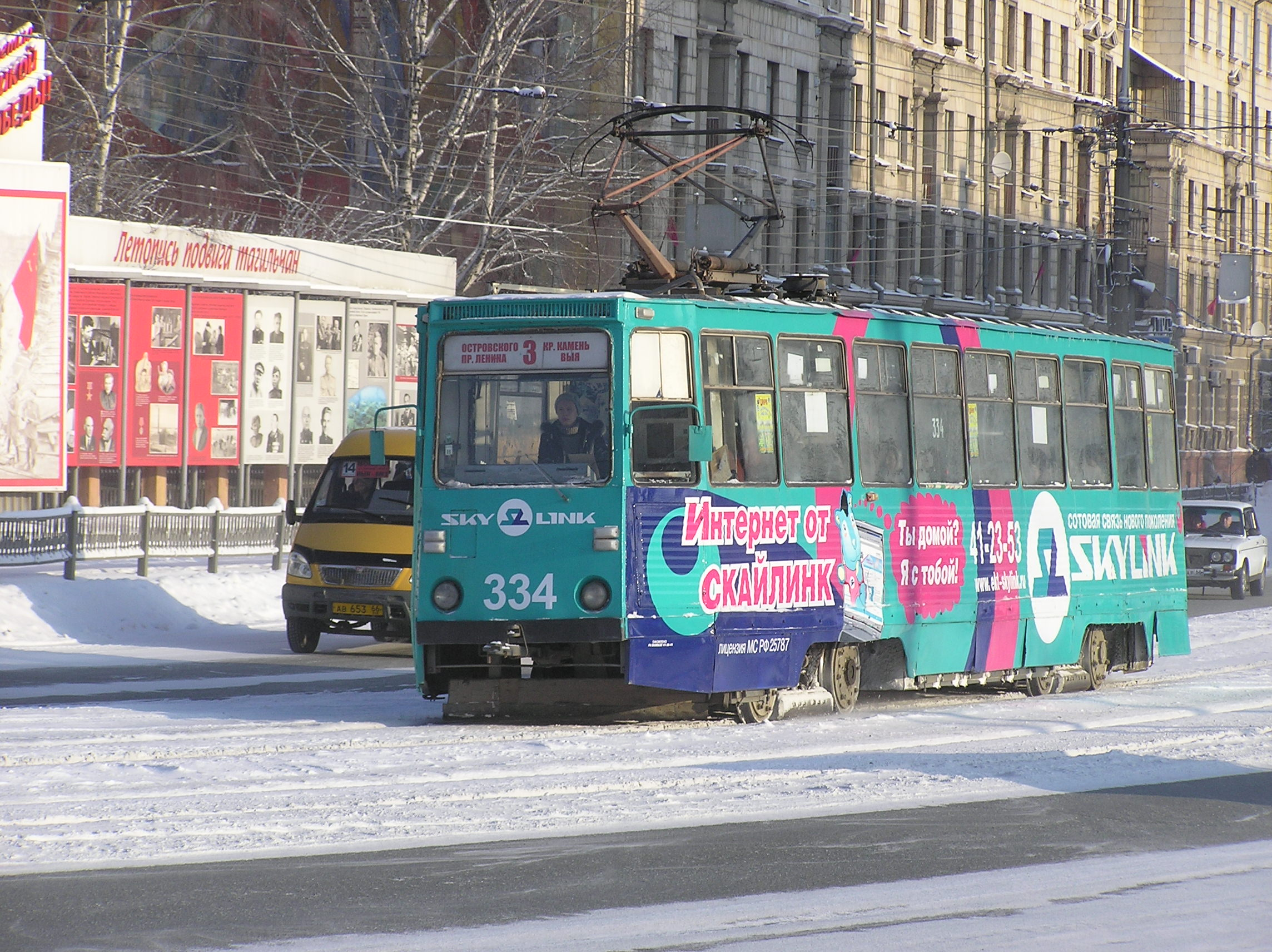
Tramvaj typu KTM-5 v Nižním Tagilu

KTM-5 (podle unifikovaného označení 71-605) je typ sovětské a ruské tramvaje, navržené a vyrobené společností UKVZ.
Jedná se o tramvajový vůz klasické koncepce, dlouhý 15 m, nekloubový a s vysokou podlahou. Jeho první prototyp se objevil již roku 1965 v Čeljabinsku, avšak tehdy se jednalo o vůz podobající se spíše tramvaji Tatra T3 z tehdejší ČSSR (byl z ní též odvozen,[zdroj?] a to vzhledem k úspěšnosti československého vozu ve východoevropských tramvajových provozech).
S KTM-5 byly zamýšleny velké plány; mělo se jednat o tramvaj, která bude masově rozšířená. K velké sériové výrobě skutečně došlo, z továrny UKVZ v Usť-Katavsku jich postupně vyjelo 14 991, jedná se tedy o nejrozšířenější model tramvají na světě. Sériově byl tento vůz vyráběn mezi lety 1969 a 1992, od roku 1976 je též označován i číslem 71-605 (SSSR v této době zavedl unifikované číselné řady pro vyráběné vozy metra a tramvají).

## Typy
- KTM-5
- KTM-5M Ural (první modernizace tramvají tohoto typu, tyto vozy se přiblížily tramvajím typů LM-57)
- KTM-5M3 (nejrozšířenější a také nejvyráběnější varianta. Těchto vozů se vyrobilo cca 12 900)
- KTM-5A (1990 až 1992)
- KTM-5RM (modifikace na začátku 21. století, ve Voroněži, Kemerovu a Usolje-Sibirskoje)